# HD 13189
HD 13189는 삼각형자리에 있는 항성으로, 겉보기 등급은 +8 등급이다. HD 13189는 오렌지색 거성으로 지구에서 603광년 떨어져 있다. 질량은 태양의 4.5배로 주계열성이었을 때 B 분광형이었을 것으로 추측된다. 절대 등급은 +1이다.
이 별은 행성 또는 갈색 왜성으로 추정되는 동반 천체를 거느리고 있다.

## HD 13189 b
HD 13189 b는 외계 행성 또는 갈색 왜성으로 질량은 목성의 8배에서 20배 사이이다. 이 천체는 어머니 항성에서 1.85 천문단위만큼 떨어져서 돌고 있으며 1공전주기는 472일이다. 이 행성은 2005년 발견되었다.